# Điện Biên Phủ
 Ovo je glavno značenje pojma Điện Biên Phủ. Za druga značenja pogledajte Điện Biên Phủ (razdvojba).
Điện Biên Phủ je gradić u Vijetnamu, u pokrajini Điện Biên. Gradić je poprište završne bitke u Prvom ratu u Indokini.

## Poveznice
- Opsada Điện Biên Phủa